# Marlon Broomes
Marlon Charles Broomes, couramment appelé Marlon Broomes, est un footballeur anglais, né le 28 novembre 1977 à Birmingham, Angleterre. Évoluant au poste de défenseur central ou de libéro, il est principalement connu pour avoir porté le maillot de Blackburn Rovers, Grimsby Town, Sheffield Wednesday, Preston North End, Stoke City, Crewe Alexandra et Tranmere Rovers ainsi que pour avoir été sélectionné en équipe d'Angleterre espoirs.

## Biographie

### Carrière de joueur
Il commence sa carrière comme stagiaire à Blackburn Rovers où Kenny Dalglish lui fait signer son premier contrat professionnel le 1er août 1994. Il fait donc partie de l'équipe qui remporte le titre de Premier League en 1994-95 mais il ne joue aucun match lors de cette saison. 
Le 22 janvier 1997, n'arrivant pas à percer, il part deux mois en prêt à Swindon Town. Il joue un peu plus régulièrement avec Roy Hodgson comme entraîneur, mais toujours sans devenir véritablement titulaire, jouant 31 matches lors de 3 saisons. Il connaît une deuxième période de prêt, d'un mois, à QPR en octobre 2000. 
Avec Graeme Souness qui devient entraîneur de Blackburn Rovers, son temps de jeu se réduit encore plus. Il part alors de nouveau en prêt, à Grimsby Town, le 7 septembre 2001, pour une période de 3 mois. Son passage aux Mariners est marqué par le but qu'il inscrit pour donner la victoire à son club 2-1 contre Liverpool en League Cup. De retour à Blackburn Rovers, il ne joue toujours pas et finit par être libéré de son contrat le 12 décembre 2001. 
Dès le lendemain, il signe pour Sheffield Wednesday, qui jouait alors en First Division. Il joue 18 matches pour les Owls avant d'être libéré à la fin de la saison 2001-02. Il participe à la pré-saison de Burnley mais, le 7 août 2002, il s'engage pour trois ans pour les rivaux de Preston North End, ayant impressionné l'entraîneur Craig Brown. Il joue 69 matches pour les Lilywhites lors de ces 3 saisons.
En août 2005, il signe un contrat de trois ans pour Stoke City à l'occasion d'un transfert-échange entre lui et Lewis Neal qui fait le chemin inverse pour rejoindre Preston North End, les deux clubs évoluant alors en Championship. Il joue 42 matches durant la saison 2005-06, s'imposant comme un cadre de l'équipe mais une grave blessure au tendon d'Achille au tout début de la saison 2006-07 l'éloignera des terrains pendant plus de 12 mois. Il ne refoule les pelouses que le 10 août 2007 pour un match amical de préparation contre Alsager Town (en).
Toutefois, il ne fait plus partie des plans de l'entraîneur et ne joue aucun match officiel durant la saison 2007-08. Il est libéré de son contrat à l'issue de cette saison, alors que le club vient d'obtenir sa promotion en Premier League. Il s'engage le 4 juin 2008 pour Blackpool qui joue en Championship. Son contrat commence officiellement le 1er juillet 2008 pour une période de 12 mois, avec une option d'une année supplémentaire.
Néanmoins, après n'avoir fait qu'une seule apparition pour les Seasiders durant la première partie de la saison, il part en prêt le 26 janvier 2009 pour Crewe Alexandra qui joue en League One, pour une durée d'un mois. Il fait ses débuts sous le maillot des Railwaymen dès le lendemain, pour une défaite 2-4 contre Peterborough United.
Le 23 février 2009, son prêt est prolongé d'un mois mais le 6 mars 2009, Blackpool le rappelle de prêt pour pallier de nombreuses absences. Il est ainsi sur les feuilles de matches, comme remplaçant, de deux rencontres consécutives des Seasiders, contre Norwich City et Sheffield United, mais sans entrer sur le terrain. Il repart ensuite en prêt à Crewe Alexandra du 13 mars 2009 au 2 mai 2009.
Le 9 juin 2009, Blackpool annonce que l'option pour une année supplémentaire n'a pas été levée et que Broomes a été libéré de son contrat. Le 8 août 2009, Broomes rejoint Tranmere Rovers sur la base d'un recrutement sans contrat. Il joue son premier match pour les Rovers le 11 août 2009 pour une victoire 4-0 contre son ancien club, Grimsby Town, au premier tour de la League Cup. Il signe finalement un contrat de 10 mois avec les Rovers le 1er septembre 2009. Après une deuxième partie de saison très réussie, il se voit même offrir une prolongation d'un an supplémentaire.
À la fin de la saison 2010-11, il ne se voit toutefois pas offrir de nouveau contrat et effectue des tests auprès de Stockport County qui joue alors en Conference National mais n'est pas retenu par Dietmar Hamann, l'entraîneur. Le 29 août 2011, il s'engage finalement pour le club de Northern Premier League, Clitheroe F.C. (en).
Le 9 janvier 2012, il s'engage pour Altrincham et joue son premier match contre Hinckley United F.C. (en) et se blesse avant l'heure de jeu. Il ne jouera son premier match entier que le 18 février 2012 contre Blyth Spartans A.F.C.. Il met un terme à sa carrière à l'issue de cette saison.
Il s'est reconverti dans un premier temps comme ambassadeur d'un hôtel de luxe à Clitheroe, le Mitton Hall, avant de devenir recruteur dans le championnat anglais.

### Carrière internationale
Marlon Broomes a été sélectionné en Angleterre U19 avant de recevoir deux sélections en 1997 pour l'équipe d'Angleterre espoirs. Il participa aussi à la Coupe du monde de football des moins de 20 ans 1997 recevant ainsi deux sélections en Angleterre U20 et atteignant les quarts-de-finale.